# Tatsuya Ishikawa
Tatsuya Ishikawa (石川 竜也, Ishikawa Tatsuya) est un footballeur japonais né le 25 décembre 1979. Il évolue au poste de défenseur.

## Biographie
Tatsuya Ishikawa participe à la Coupe du monde des moins de 20 ans 1999 avec le Japon. Il dispute cinq matchs durant cette compétition, inscrivant un but face à l'Angleterre en phase de poules.
En club, il joue en faveur des Kashima Antlers, du Tokyo Verdy puis du Montedio Yamagata.

## Palmarès
- Finaliste de la Coupe du monde des moins de 20 ans 1999 avec l'équipe du Japon des moins de 20 ans
- Vainqueur de la Coupe de la Ligue japonaise en 2002 avec les Kashima Antlers
- Finaliste de la Coupe de la Ligue japonaise en 2003 avec les Kashima Antlers
- Finaliste de la Coupe du Japon en 2002 avec les Kashima Antlers